# Festivali i Këngës 46
Festivali i Këngës 46 var den 46:e årliga upplagan av Festivali i Këngës och ägde rum i Pallati i Kongreseve i Tirana i Albanien mellan den 14 och 16 december 2007. Från början deltog 29 bidrag varav 17 tog sig till finalen den 16 december. Olta Boka vann tävlingen med låten "Zemrën e lamë peng" medan Doruntina Disha och Flaka Krelani slutade tvåa. 

## Upplägg
Programmet sändes på TVSH i Albanien, RTK i Kosovo och på MRT i Makedonien. Programmet leddes av sångaren Pirro Çako och sångerskan Elsa Lila. Vid finalen var gruppen Rednex med som pausunderhållning.

### Jury
Som vanligt använde man sig av en jurygrupp för att utse vinnaren. I detta års upplaga bestod juryn av följande sju medlemmar, varav 1 var kvinna och 6 män:

### The jury
- Agim Krajka, kompositör
- David Tukiçi, kompositör/sångare
- Gjergj Leka, kompositör
- Alban Skënderaj, singer-songwriter
- Gjergj Xhuvani, filmregissör
- Rudina Magjistari, presentatör
- Baton Haxhia, publicist

### Gästartister
- Elita 5
- Kripëmjaltëzat
- Neri Per Caso
- Rednex
- Tinka Kurti

## Semifinaler
| Nr | Artist                          | Låt                                |
| -- | ------------------------------- | ---------------------------------- |
| 1  | Arbër Arapi                     | "Mall"                             |
| 2  | Besiana Mehmeti                 | "Di të jetoj"                      |
| 3  | Ani Cuedari & Mateus Frroku     | "Testament dashurie"               |
| 4  | Juliana Pasha                   | "Një qiell i ri"                   |
| 5  | Produkt 28                      | "30 sekonda"                       |
| 6  | Adela Bezhani                   | "Mos thuaj jo"                     |
| 7  | Saimir Çili                     | "Ninullë për ty"                   |
| 8  | Rovena Dilo                     | "Rrëfimi"                          |
| 9  | Evans Rama                      | "Drita e hënës"                    |
| 10 | Joe Artid Fejzo                 | "K'të natë te ty"                  |
| 11 | Flaka Krelani & Doruntina Disha | "Jeta kërkon dashuri"              |
| 12 | Eneida Tarifa                   | "E para letër"                     |
| 13 | Teuta Kurti                     | "Qyteti i dashurisë"               |
| 14 | Rosela Gjylbegu                 | "Po lind një yll"                  |
| 15 | Manjola Nallbani                | "Kjo botë merr frymë nga dashuria" |

| Nr | Artist                     | Låt                      |
| -- | -------------------------- | ------------------------ |
| 1  | Kozma Dushi                | "Tatuazh në kujtesë"     |
| 2  | Devis Xherahu              | "Endacaku"               |
| 3  | Blerina Shalari            | "Zgjohem nga heshtja"    |
| 4  | Voltan Prodani             | "Pse humbe dashurinë"    |
| 5  | Ada Gurra                  | "Veç dashuri"            |
| 6  | Agim Poshka                | "Kujt i them të dua"     |
| 7  | Greta Koçi                 | "Natën të kërkova"       |
| 8  | Olta Boka                  | "Zemrën e lamë peng"     |
| 9  | Samanta Karavello          | "Pse u harrua dashuria"  |
| 10 | Mariza Ikonomi             | "Mall i tretur"          |
| 11 | Vesa Luma                  | "Një natë për mua"       |
| 12 | Jonida Maliqi              | "S'ka fajtor në dashuri" |
| 13 | Mira Konçi & Redon Makashi | "Nën një qiell"          |
| 14 | Kthjellu                   | "Dhoma"                  |

## Final
| Nr | Artist                          | Låt                                | Plats | Poäng | A. Krajka | Gj. Leka | B. Haxhia | D. Tukiçi | R. Magjistari | Gj. Xhuvani | A. Skënderaj |
| -- | ------------------------------- | ---------------------------------- | ----- | ----- | --------- | -------- | --------- | --------- | ------------- | ----------- | ------------ |
| 1  | Manjola Nallbani                | "Kjo botë merr frymë nga dashuria" | 7     | 27    | 3         | 4        | 4         | 7         | 8             | 1           | 0            |
| 2  | Produkt 28                      | "30 sekonda"                       | 15    | 3     | 0         | 0        | 0         | 1         | 1             | 0           | 1            |
| 3  | Eneida Tarifa                   | "E para letër"                     | 10    | 11    | 0         | 1        | 0         | 0         | 0             | 7           | 3            |
| 4  | Mariza Ikonomi                  | "Mall i tretur"                    | 9     | 20    | 2         | 3        | 0         | 3         | 3             | 3           | 6            |
| 5  | Greta Koçi                      | "Natën të kërkova"                 | 5     | 35    | 5         | 5        | 3         | 6         | 4             | 8           | 4            |
| 6  | Flaka Krelani & Doruntina Disha | "Jeta kërkon dashuri"              | 2     | 57    | 12        | 12       | 12        | 12        | 9             | 0           | 0            |
| 7  | Mira Konçi & Redon Makashi      | "Nën një qiell"                    | 6     | 35    | 6         | 6        | 6         | 9         | 6             | 2           | 0            |
| 8  | Kthjellu                        | "Dhoma"                            | 11    | 9     | 0         | 0        | 1         | 0         | 0             | 0           | 8            |
| 9  | Kozma Dushi                     | "Tatuazh në kujtesë"               | 16    | 1     | 1         | 0        | 0         | 0         | 0             | 0           | 0            |
| 10 | Devis Xherahu                   | "Endacaku"                         | 17    | 0     | 0         | 0        | 0         | 0         | 0             | 0           | 0            |
| 11 | Teuta Kurti                     | "Qyteti i dashurisë"               | 14    | 5     | 0         | 0        | 5         | 0         | 0             | 0           | 0            |
| 12 | Samanta Karavello               | "Pse u harrua dashuria"            | 8     | 23    | 4         | 2        | 2         | 5         | 0             | 5           | 5            |
| 13 | Juliana Pasha                   | "Një qiell i ri"                   | 3     | 54    | 9         | 9        | 9         | 4         | 5             | 9           | 9            |
| 14 | Agim Poshka                     | "Kujt i them të dua"               | 12    | 8     | 0         | 0        | 0         | 0         | 2             | 4           | 2            |
| 15 | Jonida Maliqi                   | "S'ka fajtor në dashuri"           | 4     | 36    | 0         | 7        | 7         | 2         | 7             | 6           | 7            |
| 16 | Olta Boka                       | "Zemrën e lamë peng"               | 1     | 67    | 7         | 8        | 8         | 8         | 12            | 12          | 12           |
| 17 | Rosela Gjylbegu                 | "Po lind një yll"                  | 13    | 8     | 8         | 0        | 0         | 0         | 0             | 0           | 0            |